# Mauro Fecury
Mauro de Alencar Fecury, (Rio Branco, 13 de janeiro de 1941) é empresário e político brasileiro.
É proprietário das instituições de ensino Uniceuma no Maranhão da Unieuro no Distrito Federal e Faculdade Metropolitana da Amazônia em Belém.
De origem libanesa, é pai do ex-deputado federal pelo Maranhão e suplente de senador Clóvis Fecury.

## Biografia
Formado em Engenharia Civil pela UFRJ, foi presidente da Novacap, empresa pública do Distrito Federal.
Foi prefeito indicado de São Luís em duas oportunidades, entre 1979 a 1980 e 1983 a 1985.
Candidatou-se e foi eleito deputado estadual em 1982, mas depois ser indicado novamente prefeito de São Luís em 1983, renunciou ao mandato anterior, até 1985.
Em 1986, candidata-se a deputado federal obtendo a suplência. Assume o mandato algumas vezes entre 1987 a 1991. Candidata-se novamente em 1990 e novamente alcança a suplência, sendo efetivado em janeiro de 1993. É eleito em 1994 e reeleito em 1998 a este cargo.
Em 1992, candidata-se a prefeito de São Luís, terminando em sétimo lugar.
Em 2002, Roseana Sarney é eleita senadora e Fecury é o 1º suplente. Ocupou o mandato temporariamente por 120 dias, de julho a dezembro de 2005.
Assumiu o mandato em definitivo em 12 de maio de 2009, após a renuncia de Roseana Sarney, que assumiu o governo do Maranhão, em 17 de abril do mesmo ano.
Em 2010, não se candidatou ao senado e terminou mandato em 1 de fevereiro de 2011.